# Mo Farah
Sir Mohamed Muktar Jama „Mo” Farah (n. 23 martie 1983, Gabiley, Maroodi Jeeh⁠(d), Republica Democratică Somalia) este un fost alergător de distanță britanic de origine somaliană specializat pe 5000  și 10.000 m. La aceste probe a cucerit titlurile olimpice la Jocurile Olimpice de vară din 2012 și la Jocurile Olimpice de vară din 2016 și șase medalii de aur la Campionatul Mondial de Atletism.

## Carieră
Inițial Mo Farah a povestit că s-a născut în Somalia și a trăit primii ani de copilărie în Djibouti. La vârsta de opt ani, s-a mutat în Anglia pentru a se alătura tatălui său, în timp ce abia vorbea engleză. A crescut în Feltham, în burgul Hounslow din Londra. În 2022 Farah a dezvăluit că a ajuns ilegal în Marea Britanie și a primit o identitate falsă.
Talentul său a fost descoperit de profesorul său de educație fizică, Alan Watkinson, chiar dacă Farah era pasionat numai de fotbal în momentul respectiv. După ce a câștigat proba de alergare la campionatul britanic școlar, filantropul Eddie Kulukundis i-a plătit costurile naturalizării.
În anul 2001 a câștigat titlul european de juniori și a început să se pregătească la St Mary’s University College, Twickenham, datorită unei burse. Totuși, regimul său alimentar inadecvat și nopțile petrecute la jocuri video i-au afectat performanța. În 2005 s-a mutat în Kenya pentru a se antrena cu atleți keniani și alergătorul australian Craig Mottram. S-a calificat la Jocurile Olimpice de vară din 2008 de la Beijing, dar a fost eliminat înainte finalei. În 2010 a câștigat primul său titlu major din carieră la Campionatul European de la Barcelona, atât la 10.000 m, cât și la 5.000 m.
În 2011 s-a mutat cu familia în Portland, Oregon, pentru a se antrena cu Alberto Salazar. Câteva luni mai târziu, a cucerit argintul la 10.000 m și aurul la 5.000 m la Campionatul Mondial de Atletism din 2011 de la Daegu. Astfel a devenit primul atlet britanic care a câștigat un titlu mondial la 5.000 m. La Jocurile Olimpice de vară din 2012, „acasă” în Londra, a fost laureat cu aur la 10.000 m și la 5.000 m. Pentru această realizare, a fost ridicat la rangul de Comandor al Ordinului Imperiului Britanic.

## Palmares
| An   | Competiție                                       | Locație                        | Loc | Eveniment   | Note     |
| ---- | ------------------------------------------------ | ------------------------------ | --- | ----------- | -------- |
| 1999 | Campionatul Mondial de Juniori (sub 18)          | Bydgoszcz, Polonia             | 6   | 3000 m      | 8:21,25  |
| 1999 | Campionatul European de Cros de Juniori (sub 20) | Velenje, Slovenia              | 5   | 6,6 km      | 23:18    |
| 1999 | Campionatul European de Cros de Juniori (sub 20) | Velenje, Slovenia              | 1   | echipe      | 23:18    |
| 2000 | Campionatul Mondial de Cros de Juniori (sub 20)  | Vilamoura, Portugalia          | 25  | 8,08 km     | 24:37    |
| 2000 | Campionatul Mondial de Cros de Juniori (sub 20)  | Vilamoura, Portugalia          | 12  | echipe      | 24:37    |
| 2000 | Campionatul Mondial de Juniori (sub 20)          | Santiago, Chile                | 10  | 5000 m      | 14:12,21 |
| 2000 | Campionatul European de Cros de Juniori (sub 20) | Malmö, Suedia                  | 7   | 6,14 km     | 19:12    |
| 2000 | Campionatul European de Cros de Juniori (sub 20) | Malmö, Suedia                  | 2   | echipe      | 19:12    |
| 2001 | Campionatul Mondial de Cros de Juniori (sub 20)  | Oostende, Belgia               | 59  | 7,7 km      | 28:06    |
| 2001 | Campionatul Mondial de Cros de Juniori (sub 20)  | Oostende, Belgia               | 15  | echipe      | 28:06    |
| 2001 | Campionatul European de Juniori (sub 20)         | Grosseto, Italia               | 1   | 5000 m      | 14:09,91 |
| 2001 | Campionatul European de Cros de Juniori (sub 20) | Thun, Elveția                  | 2   | 6,15 km     | 19:38    |
| 2001 | Campionatul European de Cros de Juniori (sub 20) | Thun, Elveția                  | 1   | echipe      | 19:38    |
| 2003 | Campionatul Mondial de Cros                      | Lausanne, Elveția              | 74  | 4,03 km     | 12:13    |
| 2003 | Campionatul Mondial de Cros                      | Lausanne, Elveția              | 8   | echipe      | 12:13    |
| 2003 | Campionatul European de Tineret (sub 23)         | Bydgoszcz, Polonia             | 2   | 5000 m      | 13:58,88 |
| 2004 | Campionatul European de Cros                     | Heringsdorf, Germania          | 15  | 9,64 km     | 28:26    |
| 2004 | Campionatul European de Cros                     | Heringsdorf, Germania          | 3   | echipe      | 28:26    |
| 2005 | Campionatul European în sală                     | Madrid, Spania                 | 6   | 3000 m      | 7:54,08  |
| 2005 | Campionatul Mondial de Cros                      | Saint-Galmier, Franța          | 37  | 12,02 km    | 37:50    |
| 2005 | Campionatul Mondial de Cros                      | Saint-Galmier, Franța          | 17  | echipa      | 37:50    |
| 2005 | Campionatul European de Tineret (sub 23)         | Erfurt, Germania               | 2   | 5000 m      | 14:10,96 |
| 2005 | Campionatul European de Cros                     | Tilburg, Olanda                | 21  | 6,5 km      | 27:57    |
| 2005 | Campionatul European de Cros                     | Tilburg, Olanda                | 7   | echipe      | 27:57    |
| 2006 | Campionatul Mondial de Cros                      | Fukuoka, Japonia               | 40  | 12,02 km    | 11:27    |
| 2006 | Campionatul Mondial de Cros                      | Fukuoka, Japonia               | 14  | echipa      | 11:27    |
| 2006 | Campionatul European                             | Göteborg, Suedia               | 2   | 5000 m      | 13:44,79 |
| 2006 | Campionatul European de Cros                     | San Giorgio su Legnano, Italia | 1   | 9,95 km     | 27:56    |
| 2006 | Campionatul European de Cros                     | San Giorgio su Legnano, Italia | 4   | 9,95 km     | echipe   |
| 2007 | Campionatul European în sală                     | Birmingham, Marea Britanie     | 5   | 3000 m      | 8:03,50  |
| 2007 | Campionatul Mondial de Cros                      | Mombasa, Kenya                 | 11  | 12 km       | 37:31    |
| 2007 | Campionatul Mondial de Cros                      | Mombasa, Kenya                 | 8   | echipe      | 37:31    |
| 2007 | Campionatul Mondial                              | Osaka, Japonia                 | 6   | 5000 m      | 13:47,54 |
| 2008 | Campionatul Mondial în sală                      | Valencia, Spania               | 6   | 3000 m      | 7:55,08  |
| 2008 | Jocurile Olimpice                                | Beijing, China                 | 17  | 5000 m      | 13:50,95 |
| 2008 | Campionatul European de Cros                     | Bruxelles, Belgia              | 2   | 10 km       | 30:57    |
| 2008 | Campionatul European de Cros                     | Bruxelles, Belgia              | 3   | echipe      | 30:57    |
| 2009 | Campionatul European în sală                     | Torino, Italia                 | 1   | 3000 m      | 7:40,17  |
| 2009 | Campionatul Mondial                              | Berlin, Germania               | 7   | 5000 m      | 13:19.69 |
| 2009 | Campionatul European de Cros                     | Dublin, Irlanda                | 2   | 9,997 km    | 31:02    |
| 2009 | Campionatul European de Cros                     | Dublin, Irlanda                | 2   | 9,997 km    | echipe   |
| 2010 | Campionatul Mondial de Cros                      | Bydgoszcz, Polonia             | 20  | 11,611 km   | 34:09    |
| 2010 | Campionatul Mondial de Cros                      | Bydgoszcz, Polonia             | 14  | echipe      | 34:09    |
| 2010 | Campionatul European                             | Barcelona, Spania              | 1   | 5000 m      | 13:31,18 |
| 2010 | Campionatul European                             | Barcelona, Spania              | 1   | 10 000 m    | 28:24,99 |
| 2011 | Campionatul European în sală                     | Paris, Franța                  | 1   | 3000 m      | 7:53,00  |
| 2011 | Campionatul Mondial                              | Daegu, Coreea de Sud           | 1   | 5000 m      | 13:23,36 |
| 2011 | Campionatul Mondial                              | Daegu, Coreea de Sud           | 2   | 10 000 m    | 27:14,07 |
| 2012 | Campionatul Mondial în sală                      | Istanbul, Turcia               | 4   | 3000 m      | 7:41,79  |
| 2012 | Campionatul European                             | Helsinki, Finlanda             | 1   | 5000 m      | 13:29,91 |
| 2012 | Jocurile Olimpice                                | Londra, Marea Britanie         | 1   | 5000 m      | 13:41,66 |
| 2012 | Jocurile Olimpice                                | Londra, Marea Britanie         | 1   | 10 000 m    | 27:30,42 |
| 2013 | Campionatul Mondial                              | Moscova, Rusia                 | 1   | 5000 m      | 13:26,98 |
| 2013 | Campionatul Mondial                              | Moscova, Rusia                 | 1   | 10 000 m    | 27:21,71 |
| 2014 | Campionatul European                             | Zürich, Elveția                | 1   | 5000 m      | 14:05,82 |
| 2014 | Campionatul European                             | Zürich, Elveția                | 1   | 10 000 m    | 28:08,11 |
| 2015 | Campionatul Mondial                              | Beijing, China                 | 1   | 5000 m      | 13:50,38 |
| 2015 | Campionatul Mondial                              | Beijing, China                 | 1   | 10 000 m    | 27:01,13 |
| 2016 | Campionatul Mondial de Semimaraton               | Cardiff, Marea Britanie        | 3   | semimaraton | 59:59    |
| 2016 | Jocurile Olimpice                                | Rio de Janeiro, Brazilia       | 1   | 5000 m      | 13:03,30 |
| 2016 | Jocurile Olimpice                                | Rio de Janeiro, Brazilia       | 1   | 10 000 m    | 27:05,17 |
| 2017 | Campionatul Mondial                              | Londra, Marea Britanie         | 2   | 5000 m      | 13:33,22 |
| 2017 | Campionatul Mondial                              | Londra, Marea Britanie         | 1   | 10 000 m    | 26:49.51 |

## Legături externe
Materiale media legate de Mo Farah la Wikimedia Commons
- en  Site web oficial
- en Mo Farah la World Athletics
- en Mo Farah la Olympedia.org
- en  Mohamed Farah la athleticspodium.com